# Buzení (elektrotechnika)
Buzení je v elektrotechnice způsob vytváření magnetického pole v elektrickém stroji pomocí elektrického proudu procházejícího vinutím cívky. Změnou buzení (tj. změnou proudu procházejícího cívkou) lze měnit velikost magnetického pole a tím regulovat otáčky nebo výkon stroje. Pokud je magnetické pole v motoru vytvářeno permanentními magnety, není taková regulace možná. Existuje i hybridní buzení, které využívá cívek i permanentních magnetů. Proměnlivé buzení rotujících částí stroje (rotor, kotva) je možné realizovat pomocí indukce nebo pomocí uhlíků (sběrné kroužky, komutátor).

## Typy buzení
- podle zdroje budicího magnetického toku:
  - cizí buzení (anglicky separately excited)
    - elektromagnetem
    - budicí cívkou/budícím vinutím
    - napájením ze samostatného zdroje (např. baterie), paralelně ke kotvě nebo k napájení motoru

  - sériové buzení (anglicky series wound) – buzení odvozené z obvodu kotvy
  - derivační buzení (anglicky shunt-wound) – buzení odvozené z celkového obvodu, paralelně ke kotvě, v generátorovém režimu dynama (zbytková magnetizace bez proudu na začátek stačí)
  - kompaundní buzení (anglicky compound) – paralelní a antiparalelní kombinace sériového a derivačního buzení
    - protikompaundní buzení

  - vlastní buzení – permanentní magnet, konstantní magnetický tok
- podle místa v konstrukci stroje:
  - buzení statoru – dynamo, stejnosměrný motor, komutátorové stroje
  - buzení rotoru – synchronní motor, alternátor, magneto